# قائمة لاعبي الدوري الإنجليزي الممتاز المشاركين في 500 مباراة فأكثر
منذ بداية الدوري الإنجليزي الممتاز بصورته الحديثة في موسم 1992–93، استطاع 12 لاعبًا المشاركة في 500 مباراة فأكثر في الدوري الإنجليزي الممتاز.

## اللاعبون
اللاعبون بالخط الغليظ ما زالوا يلعبون في الدوري الإنجليزي الممتاز.

اللاعبون بالخط المائل ما زالوا يلعبون كرة القدم لكن خارج الدوري الإنجليزي الممتاز.
آخر تحديث: 24 أغسطس 2024
| الترتيب | اللاعب        | النادي (الأندية)                                                                        | المشاركات |
| ------- | ------------- | --------------------------------------------------------------------------------------- | --------- |
| 1       | غاريث باري    | أستون فيلا، مانشستر سيتي، إيفرتون، وست بروميتش                                          | 653       |
| 2       | جيمس ميلنر    | ليدز يونايتد، سويندون تاون، نيوكاسل يونايتد، أستون فيلا، مانشستر سيتي، ليفربول، برايتون | 636       |
| 3       | ريان جيغز     | مانشستر يونايتد                                                                         | 632       |
| 4       | فرانك لامبارد | وست هام يونايتد، تشيلسي، مانشستر سيتي                                                   | 609       |
| 5       | ديفيد جيمس    | ليفربول، أستون فيلا، وست هام يونايتد، مانشستر سيتي، بورتسموث                            | 572       |
| 6       | غاري سبيد     | ليدز يونايتد، إيفرتون، نيوكاسل يونايتد، بولتون واندررز                                  | 535       |
| 7       | إيميل هيسكي   | ليستر سيتي، ليفربول، برمنغهام سيتي، ويغان أتلتيك، أستون فيلا                            | 516       |
| 8       | مارك شوارزر   | ميدلزبره، فولهام، تشيلسي، ليستر سيتي                                                    | 514       |
| 9       | جيمي كاراغر   | ليفربول                                                                                 | 508       |
| 10      | فيل نيفيل     | مانشستر يونايتد، نادي إيفرتون                                                           | 505       |
| 11      | ستيفن جيرارد  | ليفربول                                                                                 | 504       |
| 11      | ريو فرديناند  | وست هام يونايتد، ليدز يونايتد، مانشستر يونايتد، كوينز بارك رينجرز                       | 504       |
| 12      | سول كامبل     | توتنهام هوتسبر، آرسنال، بورتسموث، نيوكاسل يونايتد                                       | 503       |